# Librairie du centre Pompidou
La librairie du centre Pompidou est une librairie spécialisée en art située dans le Forum du centre Pompidou, à Paris, en France. Occupant le coin sud du rez-de-chaussée, elle sert de boutique de musée au musée national d'Art moderne pour ce qui concerne les catalogues de ses expositions publiés par les éditions du centre Pompidou.
Gérée depuis son ouverture, en 1977, par Flammarion, la concession de la librairie a été reprise en janvier 2021 par la Réunion des musées nationaux et du Grand Palais.